# Acanthurus pyroferus
Acanthurus pyroferus е вид бодлоперка от семейство Acanthuridae. Видът не е застрашен от изчезване.

## Разпространение и местообитание
Разпространен е в Австралия, Американска Самоа, Бруней, Вануату, Виетнам, Гуам, Източен Тимор, Индонезия, Кирибати (Гилбъртови острови, Лайн и Феникс), Кокосови острови, Малайзия, Малки далечни острови на САЩ (Остров Бейкър и Хауленд), Маршалови острови, Микронезия, Науру, Ниуе, Нова Каледония, Остров Рождество, Острови Кук, Палау, Папуа Нова Гвинея, Параселски острови, Провинции в КНР, Самоа, Северни Мариански острови, Сингапур, Соломонови острови, Острови Спратли, Тайван, Тайланд, Токелау, Тонга, Тувалу, Уолис и Футуна, Фиджи, Филипини, Френска Полинезия и Япония.
Обитава океани, морета, лагуни, рифове и крайбрежия. Среща се на дълбочина от 1,8 до 51 m, при температура на водата от 26,9 до 29,3 °C и соленост 34,1 – 35,4 ‰.

## Описание
На дължина достигат до 29 cm.
Популацията на вида е стабилна.